# Îles de Naantali
Les Îles de Naantali sont des îles de l'archipel finlandais situées à Naantali en Finlande.

## Présentation
Naantali a une superficie de 688,24 kilomètres carrés, dont 3,86 km2 sont des eaux intérieures
L'archipel de Naantali comprend un total de mille îles et mille kilomètres de côtes.

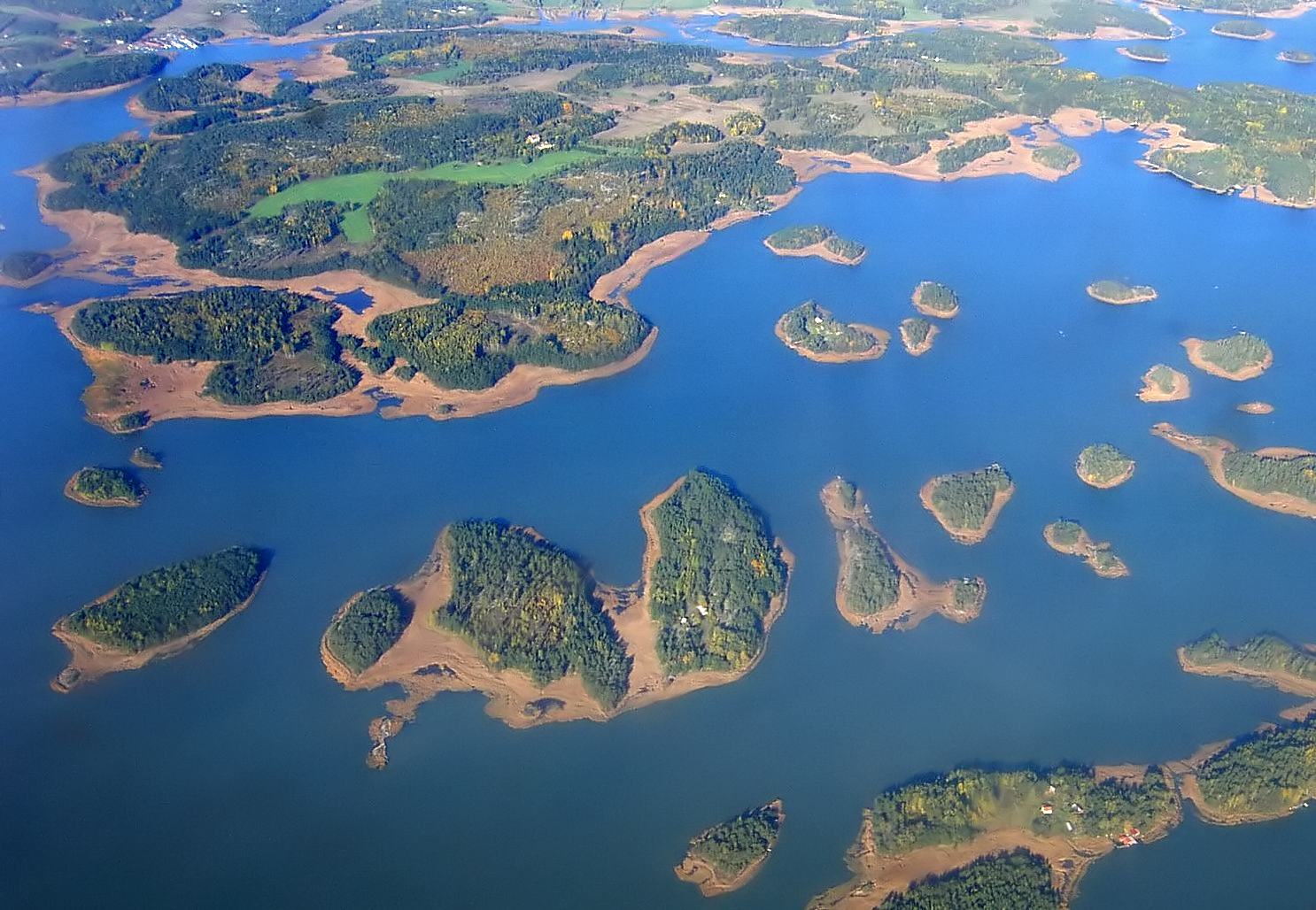
Lempisaari.

l'année.

## Transports
L'archipel de Naantali est à proximité du centre Naantali et facilement accessible en voiture, à vélo ou par bateau.
L'archipel dispose d'un service de traversiers à partir de Velkua et Rymättylä. 
Les traversiers circulent à Rymättylä entre Airismaa et Aaslaluoto et à Velkua entre Teersalo–Palva et Palva–Velkuanmaa. 
À Rymättylä et Velkua, il existe également des traversiers vers les îles voisines. 
En été, d'Aaslaluoto un service mène jusqu’à Nauvoo via l'île de Seili,.
Les iles de Naantali sont traversées par la route périphérique de l'archipel.

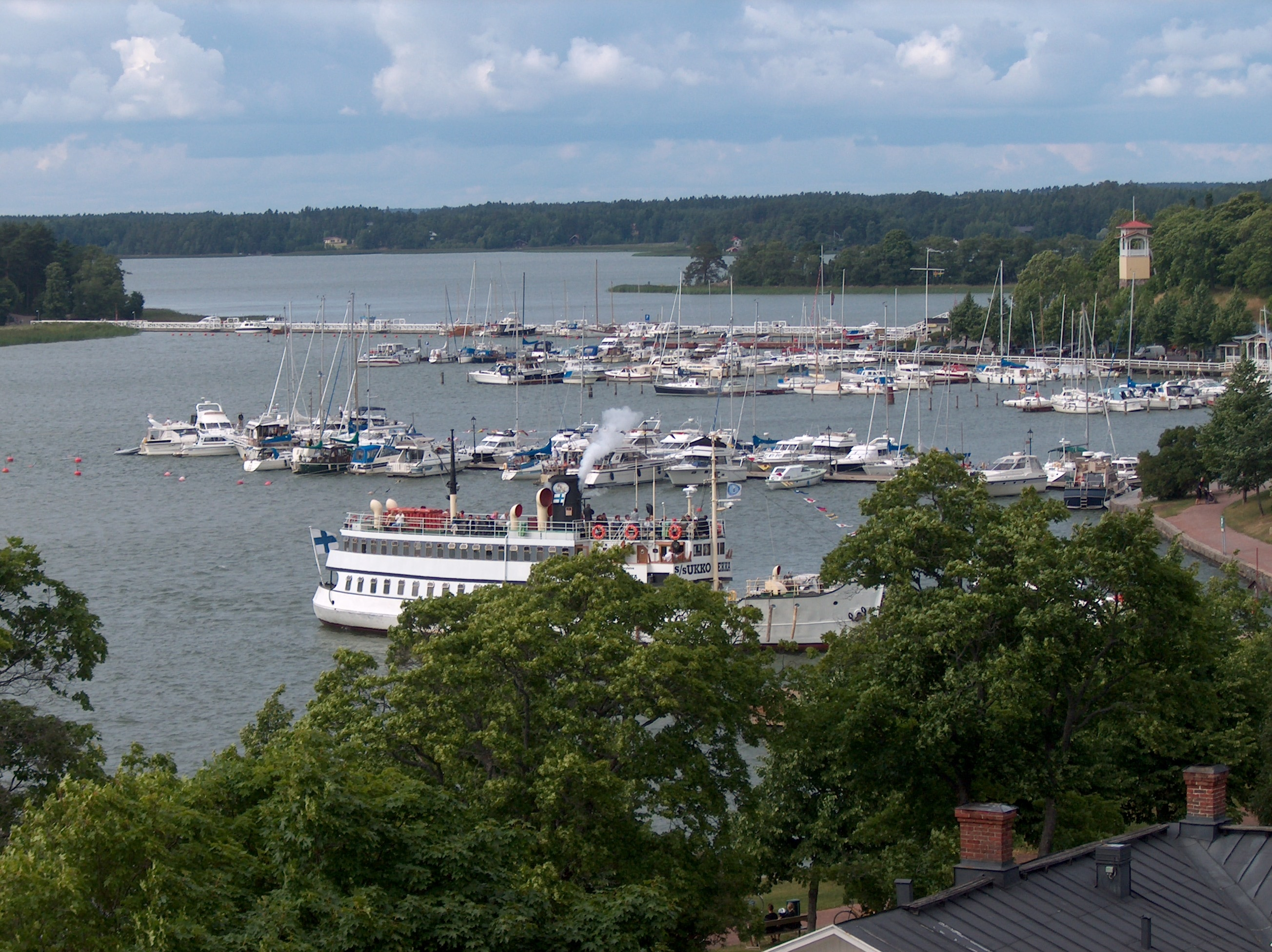
Le SS Ukkopekka au port de Naantali.

## Îles
- Aaslaluoto
- Airismaa
- Ampuminmaa
- Aaslaluoto
- Auva (fi)
- Haapaluoto (fi)
- Hauspanta (fi)
- Hiippa
- Hunkeri (fi)
- Iskola−Liianmaa
- Iso Maisaari
- Iso-Kuusinen
- Isopaasi (fi)
- Jettesaari (fi)
- Jakoluoto
- Kailo
- Kairamaa
- Kaita
- Kaltsaari (fi)
- Kettumaa
- Korvenmaa
- Koukkuri (fi)
- Kramppi
- Kruununmaa (fi)
- Kärmäläinen (fi)
- Lailuoto (fi)
- Lapila (fi)
- Liettinen
- Livonsaari
- Luonnonmaa
- Munninmaa (fi)
- Mustike
- Nimetön
- Otava
- Pakinainen
- Palva (Luonnonmaa)
- Palva (Velkua)
- Pitkäluoto (fi)
- Pähkinäinen
- Raissiluoto (fi)
- Riihiluoto (fi)
- Ruotsalainen
- Sakoluoto (fi)
- Salavainen
- Saloluoto
- Samsaari (fi)
- Särkkä
- Taipalus (fi)
- Talosmeri (fi)
- Tammikari (fi)
- Tammisluoto (fi)
- Vaivio
- Velkuanmaa (fi)
- Vähämaa
- Vähä Maisaari (fi)
- Vähä Tammisluoto (fi)
- Vähäpaasi (fi)
- Väski
- Yllänpää (fi)

| Îles de Naantali                                           |
| Carte des îles de Naantali (cliquer pour voir les détails) |